# Sceloenopla subfasciata
Sceloenopla subfasciata es una especie de insecto coleóptero de la familia Chrysomelidae. Fue descrita científicamente en 1928 por Maurice Pic.